# Tournoi européen féminin de rugby à XV 1988
Navigation
Trophée européen féminin 1995
Le Tournoi européen féminin de rugby à XV 1988 est la première compétition de rugby à XV regroupant des équipes nationales féminines. Elle se déroule du 21 mai au 23 mai 1988 à Bourg-en-Bresse en France.
La Grande-Bretagne regroupe des joueuses anglaises, écossaises, galloises et irlandaises.
Cette compétition n'est pas organisée par la FIRA et n'est donc pas reconnue comme Trophée européen féminin.

## Participants
Le format de la compétition est sous la forme d'une poule unique regroupant les quatre équipes suivantes : la France, la Grande-Bretagne, l'Italie et les Pays-Bas.
Les quatre équipes se rencontrent une fois. La meilleure équipe sur les trois matchs remporte le tournoi.
| Rang | Club            | J | V | N | D | Pm | Pe | Diff | Pts |
| ---- | --------------- | - | - | - | - | -- | -- | ---- | --- |
| 1    | France          | 3 | 3 | 0 | 0 | 37 | 12 | +25  | 9   |
| 2    | Grande Bretagne | 3 | 2 | 0 | 1 | 64 | 17 | +47  | 7   |
| 3    | Pays-Bas        | 3 | 1 | 0 | 2 | 13 | 45 | -32  | 5   |
| 4    | Italie          | 3 | 0 | 0 | 3 | 18 | 58 | -40  | 3   |

| 21 mai 1988 | France          | 13 - 3 | Pays-Bas        | à Bourg-en-Bresse |
| 21 mai 1988 | Grande Bretagne | 32 - 9 | Italie          | à Bourg-en-Bresse |
| 22 mai 1988 | France          | 16 - 3 | Italie          | à Bourg-en-Bresse |
| 22 mai 1988 | Grande Bretagne | 26 - 0 | Pays-Bas        | à Bourg-en-Bresse |
| 23 mai 1988 | France          | 8 - 6  | Grande Bretagne | à Bourg-en-Bresse |
| 23 mai 1988 | Pays-Bas        | 10 - 6 | Italie          | à Bourg-en-Bresse |